# Jingle
Jingle (pronúncia em inglês: [ˈd͡ʒɪŋɡ(ə)l], que significa literalmente "tinido" em português) é um termo da língua inglesa que se refere a uma mensagem musical publicitária e elaborada com um refrão simples e de curta duração, a fim de ser lembrado com facilidade. É uma música feita exclusivamente para um produto, empresa ou político. É, geralmente, uma peça de áudio ou vídeo utilizada por emissoras de rádio ou tevê para identificação da marca, canal ou frequência. Pode ser falada ou cantada. No Brasil é comumente falado "vinheta".

## Descrição
Um jingle é um slogan memorizável que adota, em sua letra, preferencialmente o viés emotivo, com rimas para facilitar a memorização e palavras do universo do produto e de seu público. Em relação à música, é feito com uma melodia cativante, que leva em conta o imaginário auditivo da população e o contexto cultural da época. Sua transmissão normalmente ocorre nos rádios e, algumas vezes, em comerciais de televisão. Um jingle eficiente é feito para "prender" na memória das pessoas, por isso é tão comum que as pessoas se lembrem de jingles que não são mais transmitidos há décadas. 

## História
O primeiro jingle foi produzido em 1926, nos Estados Unidos, para um cereal matinal chamado Wheaties, cujo slogan principal era "Para um café da manhã de campeões". O auge do jingle foi na década de 1950, nos Estados Unidos, na época do boom econômico. Era usado em diversos produtos, como cereais matinais, doces, tabaco, bebidas alcoólicas, carros e produtos de higiene pessoal.
A propaganda já existia em algumas emissoras de rádio no Brasil, na forma de merchandising, sem formato e frequência definidos. Em 1932, Ademar Casé, que injustamente ficou rotulado como "o homem que prostituiu o rádio no Brasil", veiculou, em seu programa de variedades, o primeiro jingle do rádio no Brasil.
Nássara, um dos redatores do programa, compôs o primeiro jingle no Brasil. Albino, um senhor português, dono da Padaria Bragança, foi abordado por Casé para ter seu comércio anunciado. Como Albino não se interessava pelo negócio, Ademar Casé lançou a proposta de anunciar sem compromisso, ou seja, Albino só pagaria se gostasse. Nássara, aproveitando a nacionalidade do cliente, fez três quadrinhas em ritmo de fado, que foram cantadas com sotaque português na voz de Luís Barbosa, nascendo, assim, o "jingle da Padaria Bragança":
Oh, padeiro desta rua, tenha sempre na lembrança, não me traga outro pão que não seja o pão Bragança;/
Pão inimigo da fome. Fome inimiga do pão, enquanto os dois não se matam, a gente não fica na mão;/
De noite, quando me deito e faço a oração, peço com todo o respeito que nunca me falte o pão".
Hoje em dia, com o custo crescente das licenças de músicas já existentes, diversas empresas redescobrem o jingle, que é feito especialmente para o produto como uma forma mais barata de produzir seus comerciais, como, por exemplo, músicas para políticos, festas, datas comemorativas, supermercados, lojas ou shopping centers.
No Brasil, existem muitos estúdios que se dedicam a essa atividade. A construção de um jingle tem seu início na venda. Em reunião, a agência de propaganda coleta o máximo de informações a respeito do produto e encaminha um briefing ao responsável pela criação. Uma vez criado, o mesmo retorna ao cliente para apreciação e efetiva aprovação, após a qual dá-se início à produção,  com a escolha do arranjador, cantores e instrumentistas. Atualmente, o Brasil destaca-se pela criação de jingles.
O springle surgiu há pouco tempo no meio publicitário. Ele nada mais é do que a junção do spot com o jingle, ou seja, tem partes cantadas e partes faladas.